# Elima (île)
Pour les articles homonymes, voir Elima.
L’île Elima est une des îles principales du fleuve Congo en République démocratique du Congo. Elle est située en aval de Lisala, et précède l’île Esumba.